# John Greenleaf Whittier
John Greenleaf Whittier (17 de dezembro de 1807 — 7 de setembro de 1892) foi um influente poeta e advogado americano importante na abolição da escravidão nos Estados Unidos da América. Ele é frequentemente citado como um dos Fireside Poets.
Era quaker e nasceu em Haverhill, Massachussets. Filho de fazendeiro, dedicou sua vida as causas da natureza. Poeta laureado da abolição, contribuiu nas campanhas contra a escravatura. É autor das obras: The Slave Ships, Ichabod, A Dream of Summer, My Playmate, entre outras.